# Cao Sĩ Liêm
Cao Sĩ Liêm (高士廉, 575 - 14 tháng 2, 647) tên Kiệm (俭), chữ là Sĩ Liêm, người huyện Điệu Bột Hải (nay là huyện Cảnh, Hà Bắc). Là khai quốc công thần nhà Đường, cháu Thanh Hà vương Cao Nhạc nhà Bắc Tề, con trai của Cao Mại.

## Cuộc đời
Ông xuất thân nhà quan lại, em gái làm vợ của Trưởng Tôn Thịnh Tả Kiêu vệ Đại tướng quân nhà Tùy, sinh được một trai một gái, trai là Trưởng Tôn Vô Kỵ, gái là Trưởng Tôn thị. Em rể Trưởng Tôn Thịnh chết, Cao Sĩ Liêm đem em gái cùng các cháu nghênh tiếp về nhà nuôi dưỡng, tình nghĩa thâm hậu. Cao Sĩ Liêm thấy con thứ của Lý Uyên là Lý Thế Dân tài năng xuất chúng, liền đem cháu gái là Trưởng Tôn thị gả cho hắn, về sau trở thành Trưởng Tôn hoàng hậu.

Là cậu của Trưởng Tôn hoàng hậu, làm quan đến Thượng thư Hữu phó xạ. Đường Thái tông xưng tụng ông "Đọc thuộc cổ kim, mưu tính thấu đáo, lâm nạn không đổi tiết tháo, làm quan không kết đảng, gặp thiếu sót cương quyết khuyên nhủ". Năm thứ 12 Trinh Quán (638), cùng Hoàng môn thị lang Vi Đỉnh, Lễ bộ thị lang Lệnh Hồ Đức Phân, Trung thư thị lang Sầm Văn Bản biên soạn "Thị tộc chí" 130 quyển. Có 6 con trai Cao Lý Hành, Cao Chí Hành, Cao Thuần Hành, Cao Chân Hành, Cao Thẩm Hành, Cao Thận Hành.

Ông từng làm ông cậu bên nhà gái, chủ trì hôn lễ của Lý Thế Dân và Trưởng Tôn thị.

## Đánh giá
Sử thần viết "Cao Sĩ Liêm tài năng danh vọng đều cao, phẩm hạnh không có chỗ bẩn, giữ nghĩa chung thủy quân thần, mưu tính vì con cháu kế tục. Là thần tử của xã tắc, công cũng to vậy, là ân tri ngộ, ban thưởng cũng hậu".